# Consejo de los Diez

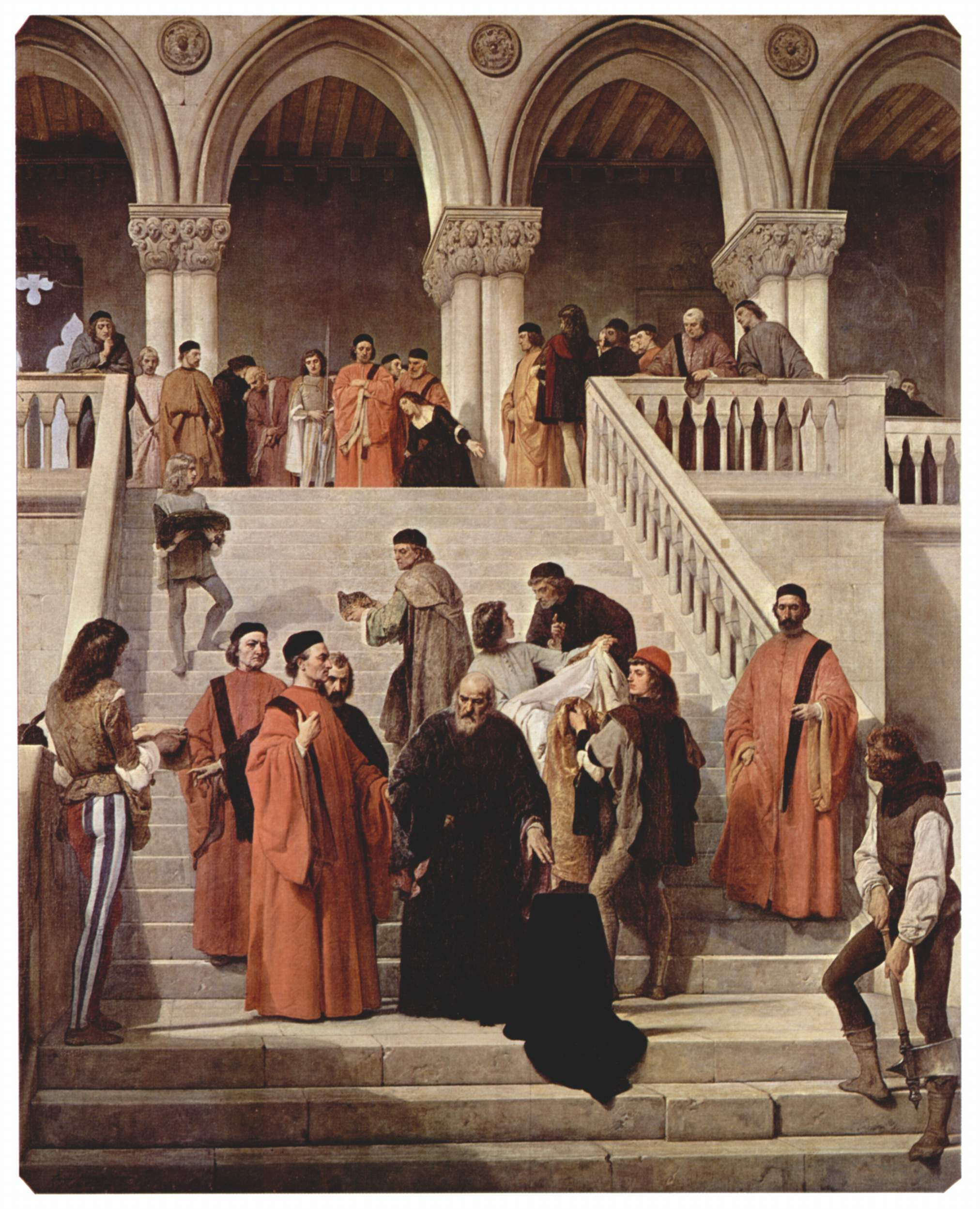
El Consejo de los Diez en el cuadro de Francesco Hayez La muerte del Dux Marino Faliero (1867)

Bocca di Leone usada en Venecia para denuncias secretas.

El Consejo de los Diez, (en italiano Consiglio dei Dieci, Consiglio dei X o simplemente i Dieci) fue uno de los máximos órganos de gobierno de la República de Venecia entre 1310 y 1797, formado por diez integrantes elegidos cada año por el Gran Consejo de Venecia (llamado el Maggior Consiglio) con la finalidad de proteger la seguridad del Estado veneciano, evitando revueltas internas contra el gobierno así como peligros para la estabilidad de Venecia por causa de corrupción política o espionaje de potencias extranjeras.

## Funciones
El "Consejo de los Diez" operaba de manera secreta y sin dar cuenta de sus actividades a los tribunales de la República de Venecia, pero en sus sesiones participaban siempre seis miembros de la Signoria de Venecia y el propio Dux. Los miembros del "Consejo de los Diez" estaban encargados de dirigir la administración pública veneciana en materias de la diplomacia, las actividades militares en tierra y mar, los servicios de espionaje y contraespionaje, los vínculos financieros y comerciales de Venecia en el extranjero, así como se encargaba de hacer cumplir las normas internas de seguridad pública establecidas por la Signoria. No era permitido que dos hombres de una misma familia se integraran al Consejo de modo simultáneo, tampoco era admisible que un miembro del Consejo fuera reelegido continuamente, debiendo esperar al menos el periodo de un año para ello. La gran responsabilidad que pesaba sobre un miembro de "los Diez" y la brevedad del cargo, hacían que el desempeño de este puesto no fuera atractivo para muchos ciudadanos, lo cual precisamente favorecía la transparencia de la elección.
La actividad del Consejo y sus funciones de vigilancia interna y juzgamiento de sospechosos estaban a cargo de los tres Capi elegidos de entre los diez miembros. Estos Capi desarrollaban sus actividades de modo individual y no colectivo, turnándose cada mes hasta que acabara el periodo de mandato del Consejo. Los Capi estaban obligados a vivir confinados dentro del Palacio del Dux mientras ejercieran sus funciones, para alejarlos de posibles amenazas o sobornos.
Conforme crecía el poderío de Venecia, en 1539 se estableció el cargo de los "Tres Inquisidores del Estado" (los Tre Inquisitori di Stato) elegidos de entre el mismo "Consejo de los Diez", con facultades para investigar, juzgar, y condenar a cualquier ciudadano acusado de traición o de actividades contra el Estado, independientemente del resto de miembros del Consejo, para lo cual disponían de una amplia red de informantes y espías, tanto en Venecia como en el extranjero. 
Las investigaciones del "Consejo de los Diez" estaban basadas en los informes de sus espías, así como en denuncias formales o anónimas recogidas en buzones públicos denominados "Bocas del León" o "Bocas de la Denuncia" (llamadas en italiano Bocca di Leone o Boche delle Denuntie) diseminados por la ciudad de Venecia e inclusive dentro del Palacio del Dux. No obstante, las denuncias anónimas eran verificadas con más detalles antes de iniciar un proceso, para evitar ataques maliciosos contra el mismo Consejo.
Los procesos del Consejo se desarrollaban en secreto y sus sentencias eran inapelables, poseyendo facultades ilimitadas para imponer castigos, inclusive la pena de muerte. En las deliberaciones se prohibían los debates y la discusión se limitaba a analizar las pruebas  escritas recopiladas. Las penas más frecuentes eran la confiscación (total o parcial) de bienes y de derechos, la muerte civil, el destierro (temporal o perpetuo), y menos usual era la condena a muerte. No obstante, ésta era aplicada de modo inmediato y secreto mediante la horca, la decapitación o el ahogamiento nocturno del condenado en la Laguna de Venecia. 
Los miembros del "Consejo de los Diez" eran reconocibles debido a usar siempre una toga de color rojo encendido, con una banda negra que colgaba verticalmente desde el hombro hasta la cintura.

## Desempeño
En sus primeros años el "Consejo de los Diez" mostró ser una eficaz herramienta gubernamental para evitar conspiraciones y revueltas, logrando sofocar la conjura del dux Marino Faliero en 1355. El enorme poder discrecional acumulado por el "Consejo de los Diez" causó preocupación entre la aristocracia veneciana, temiendo que sus decisiones se tornaran cada vez más arbitrarias y contrarias a las leyes. 
En 1457 los miembros del Consejo inclusive forzaron a la renuncia del dux Francesco Foscari después que el hijo de éste fuera condenado al destierro en Creta el año anterior por sobornos y corrupción. En 1468 el propio Maggior Consiglio emitió normas para limitar las operaciones del "Consejo de los Diez" sólo a cuestiones de emergencia, pero tales leyes fueron ignoradas en la práctica.
Un gran escándalo ocurrió en 1627 cuando el aristócrata Ranier Zen denunció la presencia de gravísima corrupción política tanto en la Signoria como en el Consejo de los Diez. Zen fue arrestado y desterrado al año siguiente, pero pronto fue perdonado mientras la Signoria empezaba a investigar las graves acusaciones formuladas. No obstante, la decadencia económica de Venecia desde 1650 causó un declive en la eficiencia del "Consejo de los Diez", el cual pronto cayó víctima de la incuria y corrupción que atacaban a las instituciones de la República de Venecia, al punto que solamente logró frenar hacia fines del siglo XVIII la conjura de los Barnabotti o aristócratas empobrecidos.